# フリースタイル・リリーシング
フリースタイル・リリーシング（Freestyle Releasing）は、2003年に設立されたアメリカ合衆国の独立系映画スタジオ。
このスタジオは、他者の映画を営利目的で劇場公開できるようにすることにおいて長けている。
通常の配給会社と異なり、配給する映画のプリントや宣伝にかかる費用は拠出しない。
初の全米公開作品は2006年のホラー映画『アメリカン・ホーンティング』で、興行収入は1900万ドルだった。
興業的に最も成功した作品は、同じく2006年に公開された『幻影師アイゼンハイム』で、こちらは2006年8月18日の公開以来、4000万ドルの興行収入を収めた。
また、このレーベルはボブ・ヤーリのヤーリ・フィルム・グループの作品の配給にも携わっており、アクション/ホラーに特化したレーベルアフター・ダーク・フィルムズの経営にも携わっている。

## 主な作品
- Modigliani (2004)
- Fighting Tommy Riley (2005)
- フーリガン en:Green Street Hooligans (2005)
- シャークウォーター　神秘なる海の世界 en:Sharkwater (2005,ロブ・スチュワート製作・監督)
- 幻影師アイゼンハイム The Illusionist
- D-WARS ディー・ウォーズ Dragon Wars: D-War (2007)
- en:Sarah Landon and the Paranormal Hour (2007)
- リストカッターズ  en:Wristcutters: A Love Story (2007,ライオンズゲートとの共同配給)
- デス・リベンジ In the Name of the King: A Dungeon Siege Tale (2008)
- ポスタル Postal (2008)
- モリー・ハートレイ　血塗られた制服女子高生 en:The Haunting of Molly Hartley (2008,)
- プロフェッサー en:Nobel Son (2007)
- SHOCKER ショッカー Seed (2008)
- デルゴ Delgo (2008)
- ボトル・ドリーム　カリフォルニアワインの奇跡 en:Bottle Shock (2008)
- I Hope They Serve Beer in Hell (2009)
- 僕と彼女とオーソン・ウェルズ Me and Orson Welles (2009)
- たった一人のあなたのために My One and Only (2009) (George Hamilton Productions, Raygun Productions, Runaway Home Productions, マーヴ・グリフィン・エンターテイメントとの共同制作)
- ワナオトコ The Collector (2009)
- en:Crazy on the Outside (2010)
- くるみ割り人形 The Nutcracker in 3D (2010)
- en:Waiting for Forever (2010)
- ディラン・ドッグ en:Dylan Dog: Dead of Night (2011)
- en:A Little Help (2011)
- en:The Mighty Macs (2011)
- The Road (2012) (配給のみ。GMA Films制作)
- Tiger Eyes (2013)

### アフター・ダークとの共同配給
- アメリカン・ホーンティング en:An American Haunting (2006)
- 8 Films to Die For (2006) ※映画祭
- ホーンテッド The Abandoned  (2007,ライオンズゲートとの共同配給)
- スキンウォーカーズ エクリプス Skinwalkers (2007, ライオンズゲートとの共同配給)
- キャプティビティ Captivity (2007, ライオンズゲートとの共同配給)

### ボブ・ヤーリ制作作品
- en:Winter Passing
- コネクション マフィアたちの法廷 Find Me Guilty
- en:Kickin' It Old Skool (2007)
- en:Shortcut to Happiness (2007)
- サミュエル・L・ジャクソン in ザ・チャンプ 伝説のファイター en:Resurrecting the Champ  (2007)